# Metaphycus aethiopicus
Metaphycus aethiopicus är en stekelart som beskrevs av Compere 1940. Metaphycus aethiopicus ingår i släktet Metaphycus och familjen sköldlussteklar.
Artens utbredningsområde är Eritrea. Inga underarter finns listade i Catalogue of Life.